# Marion Crane
Marion Crane (hay Mary Crane trong nguyên tác), còn có tên gọi khác là Marie Samuels, là một nhân vật hư cấu được tác giả người Mỹ Robert Bloch tạo ra trong cuốn tiểu thuyết Psycho của mình vào năm 1959. Nhân vật của cô được Alfred Hitchcock chuyển thể lên màn ảnh và do Janet Leigh đảm nhiệm vai trò diễn chính trong bộ phim cùng tên năm 1960. Cô cũng xuất hiện trong phiên bản điện ảnh ra mắt năm 1998 (do Anne Heche thủ vai) và loạt phim truyền hình Bates Motel năm 2017 (do Rihanna đảm trách). Với màn hóa thân Marion Crane trong Psycho, Leigh nhận được đề cử cho Nữ diễn viên phụ xuất sắc nhất trong Lễ trao giải Oscar đồng thời vinh dự đoạt giải Quả cầu vàng cho cùng hạng mục.